# CFM International CFM56

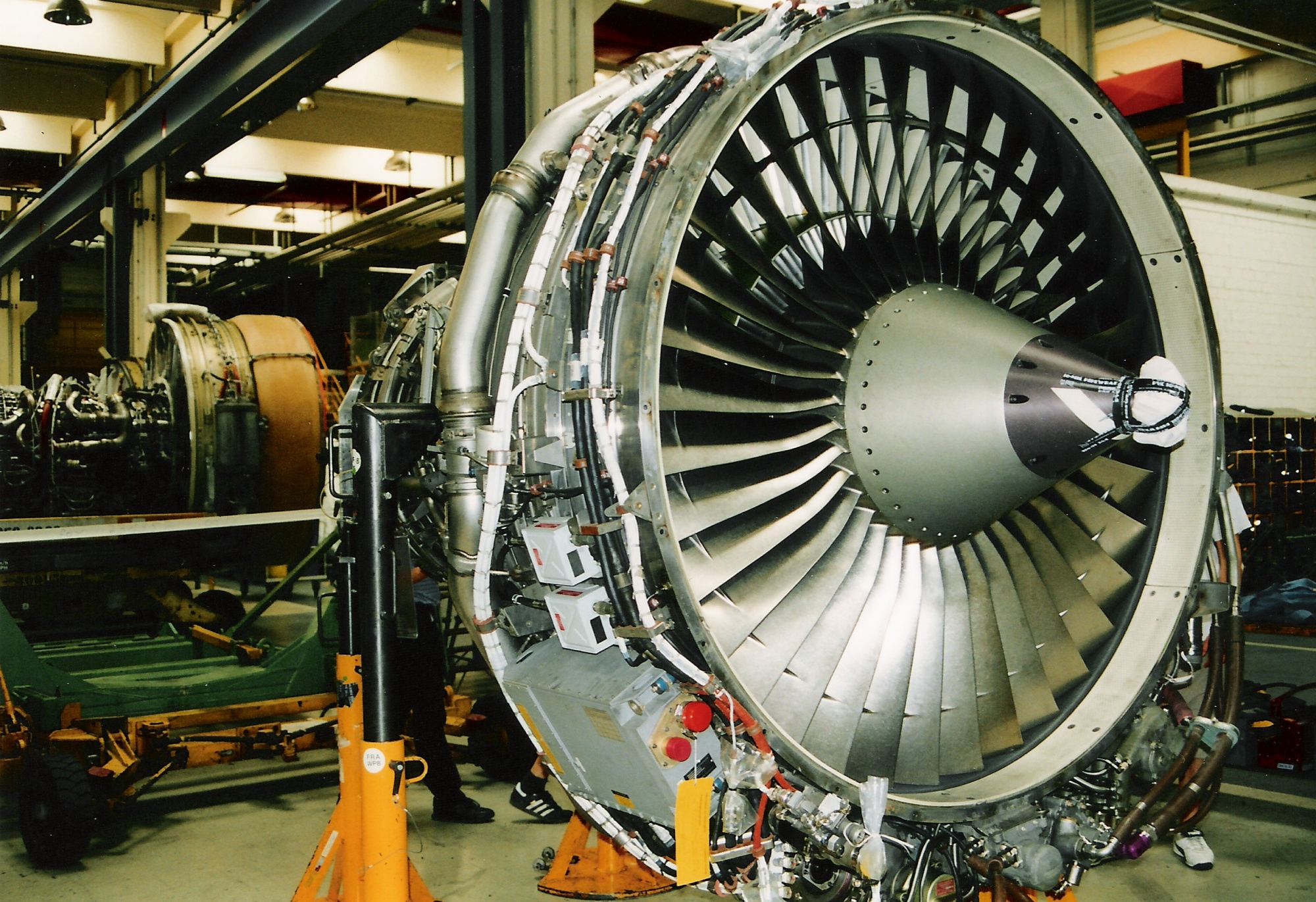
CFM56

CFM International CFM56 ist die Bezeichnung einer Baureihe von Flugzeugtriebwerken. Die United States Air Force bezeichnet sie auch als F 108. Es handelt sich um Turbofan-Triebwerke mit einem Nebenstromverhältnis von bis zu 6,5:1, die von CFM International hergestellt werden, einem Joint-Venture von General Electric/USA (Hochdruckteil) und Safran Aircraft Engines/Frankreich (Niederdruckteil).
Im Oktober 2009 wurde das 20.000. Triebwerk der Baureihe ausgeliefert. Die neueste Version CFM56-7BE erhielt am 30. Juli 2010 ihre Zulassung und soll einen um 2 % geringeren Treibstoffverbrauch ermöglichen.

## Einsatz
Das CFM56 wurde Ende der 1970er-Jahre für eine umfangreiche Umrüstung von Turbojet-getriebenen Flugzeugen wie der Douglas DC-8 Super 60 Series und einigen militärischen Boeing-707-Varianten sowie vielen KC-135 verwendet. Mit der Einführung der Boeing 737 Classic 1984 wurde es der einzig angebotene Antrieb für die gesamte Modellfamilie. Es ist der exklusive Antrieb des Airbus A340 in der Serie 200/300, in der Airbus-A320-Familie konkurriert es mit dem V2500 von International Aero Engines.
CFM-Triebwerke zeichnen sich durch eine relativ kurze Baulänge aus. Die modulare Bauweise ist bei Montage und Demontage vorteilhaft.

## Aufbau

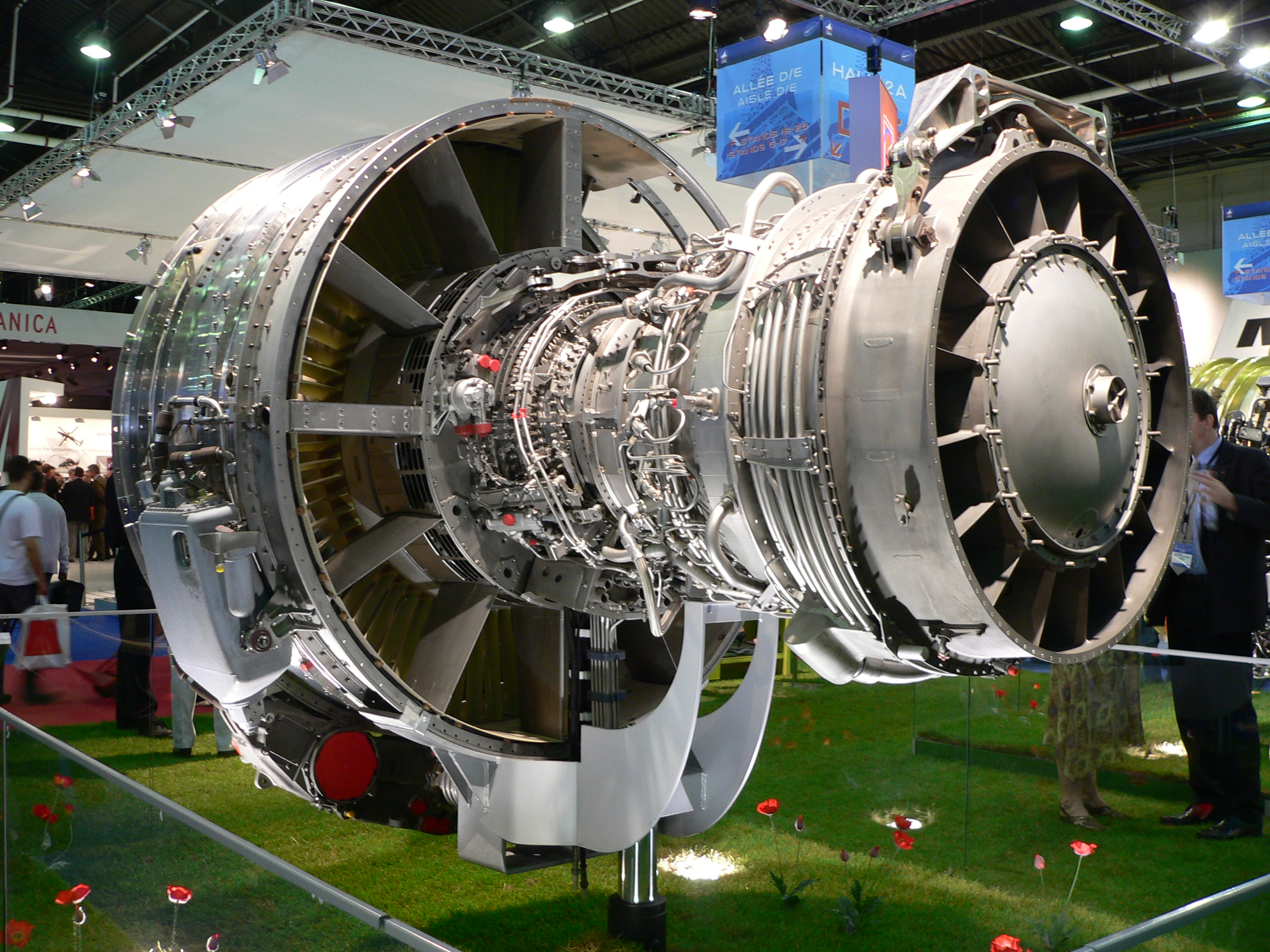
Ein CFM56 von hinten

Das CFM56 basiert auf dem Hochdruckteil des General Electric F101 und von SNECMA konstruierten Niederdruckteilen.
Die CFM56-Triebwerke besitzen einen neunstufigen Hochdruckverdichter und eine einstufige Hochdruckturbine.
Die Stufen des Niederdruckbereichs variieren von Muster zu Muster.
Niederdruckkompressor (Fan & Booster)
- CFM56-3,-5A und CFM56-7B besitzen 4 Stufen.
- CFM56-5B und -5C besitzen 5 Stufen.

Niederdruckturbine
- CFM56-3 besitzt 4 Stufen
- CFM56-5A, -5B und -7B besitzen 4 Stufen
- CFM56-5C besitzt 5 Stufen.

Das Nebenstromverhältnis der Triebwerke liegt zwischen 5,1 und 6,6:1, das Gesamtdruckverhältnis zwischen 32,6 und 38,8:1.

## Modelle
| Triebwerk    | Schubbereich | Fandurchmesser | Länge  | Gewicht | Verwendung                 |
| ------------ | ------------ | -------------- | ------ | ------- | -------------------------- |
| CFM56-2A     | 107 kN       | 1,73 m         | 2,43 m | 2186 kg | E-3, E-6                   |
| CFM56-2B1    | 97,9 kN      | 1,73 m         | 2,43 m | 2119 kg | KC-135R/T, C-135FR, RC-135 |
| CFM56-2C1    | 97,9 kN      | 1,73 m         | 2,43 m | 2102 kg | DC-8                       |
| CFM56-2C5    | 106,8 kN     |                |        |         | DC-8                       |
| CFM56-3B1    | 82–89 kN     | 1,53 m         | 2,36 m | 1941 kg | B737-300/500               |
| CFM56-3B2    | 89–98 kN     | 1,53 m         | 2,36 m |         | B737-300/400               |
| CFM56-3B4    | 82 kN        | 1,53 m         | 2,36 m |         | B737-500                   |
| CFM56-3C1    | 82–105 kN    | 1,53 m         | 2,36 m | 2206 kg | B737-300/400/500           |
| CFM56-5A1    | 111,2 kN     | 1,74 m         | 2,51 m |         | A319, A320                 |
| CFM56-5A3    | 117,9 kN     | 1,74 m         | 2,51 m |         | A320, A321                 |
| CFM56-5B1    | 133,5 kN     | 1,74 m         | 2,60 m | 2384 kg | A320, A321                 |
| CFM56-5B2    | 137,9 kN     | 1,74 m         | 2,60 m | 2384 kg | A321                       |
| CFM56-5B6    | 105 kN       | 1,74 m         | 2,60 m | 2378 kg | A319                       |
| CFM56-5B8/B9 | 96/103 kN    | 1,74 m         | 2,60 m | 2378 kg | A318                       |
| CFM56-5C2    | 138,8 kN     | 1,84 m         | 2,62 m | 2572 kg | A340                       |
| CFM56-5C3    | 144,6 kN     | 1,84 m         | 2,62 m | 2572 kg | A340                       |
| CFM56-5C4    | 151,3 kN     | 1,84 m         | 2,62 m | 2572 kg | A340                       |
| CFM56-7B18   | 87 kN        | 1,54 m         | 2,49 m | 2376 kg | B737-600                   |
| CFM56-7B20   | 92 kN        | 1,54 m         | 2,49 m | 2376 kg | B737-6/-7/-7IGW            |
| CFM56-7B22   | 101 kN       | 1,54 m         | 2,49 m | 2376 kg | B737-6/-7/-7IGW            |
| CFM56-7B24   | 108 kN       | 1,54 m         | 2,49 m | 2376 kg | B737-7/-8/-9/-7IGW         |
| CFM56-7B26   | 118 kN       | 1,54 m         | 2,49 m | 2376 kg | B737-8/-9/-7/BBJ           |
| CFM56-7B27   | 122 kN       | 1,54 m         | 2,49 m | 2376 kg | B737-800/900/900ER         |

## Treibstoffverbrauch
Während des Fluges beträgt der Treibstoffverbrauch zwischen 0,54 (CFM56-5C) und 0,65 (CFM56-3C) lb/lbf·h.

## Zwischenfälle
Am 24. Mai 1988 kam es bei Flug 110 der TACA-International-Airlines zu einem Ausfall beider CFM56-3B1-Triebwerke beim Durchfliegen eines Gewitters. Die Boeing 737-300 konnte auf einem Damm nahe New Orleans notlanden. Die Unfalluntersuchung ergab, dass der Ausfall auf massive Regen- bzw. Hagelansaugung in einer Phase reduzierter Triebwerksleistung während des Landeanfluges zurückzuführen war. Das CFM56-3B1 wurde basierend auf den Erkenntnissen dieser Unfalluntersuchung überarbeitet und unter anderem mit einem veränderten Bläser sowie vergrößerten Entwässerungen ausgestattet.
Am 27. August 2016 kam es bei Flug 3472 der US-amerikanischen Fluggesellschaft Southwest Airlines zu einem Triebwerksausfall eines CFM56-7B mit Trümmeraustritt. Die Boeing 737-700 musste notlanden. Die Unfalluntersuchung ergab als wahrscheinliche Ursache den Ermüdungsbruch einer Fanschaufel.
Am 17. April 2018 kam es auf dem Flug WN1380 der Southwest Airlines von New York nach Dallas zu einem sogenannten „nicht eingedämmten Triebwerksschaden“ (englisch uncontained engine failure) des CFM56-7B-Triebwerks, bei dem sich eine der 24 Fanschaufeln an der Nabe löste. Dadurch wurden Triebwerksummantelung, Flügel und Rumpf der Boeing 737-700 beschädigt, die Maschine musste in Philadelphia notlanden. Eine Passagierin wurde teilweise durch das zerstörte Fenster gesogen und von Mitreisenden gerettet, erlag aber später ihren Verletzungen. Sieben weitere Passagiere wurden verletzt. Alle Triebwerke dieses Untertyps wurden überprüft.
Im August 2023 meldete die Europäische Luftsicherheitsbehörde auch Airbus und Boeing betreffend, dass es durch den britischen Lieferanten AOG Technics (Sitz in London) zum Einbau von Teilen mit gefälschten Sicherheitszertifikaten gekommen sei. Daraufhin wurden alle anstehenden Reparaturen mit Teilen von AOG Technics vorerst gestoppt.